# Pardina de Mercadal
Mercadal o Pardina de Mercadal es despoblado de la provincia de Teruel, perteneciente al municipio de Loscos. 

## Historia
Perteneció a la Sexma de Trasierra de la Comunidad de Daroca. No constan fuegos (familias) en 1495 y 1646. La pardina formada por las tierras de dicha localidad fueron administradas por los cinco municipios vecinos hasta que en década de 1960 fue finalmente incluido en Loscos. 

## Toponimia
En un Morabetín de 1373 aparece como Mercadal, palabra que se encuentre en textos romances y latinos aragoneses. 
Mercadal u Mercatal significa mercado en aragonés medieval, mozárabe y árabe antiguo. Se parece también al gascón marcàdau, que se ve en topónimos como Puerto de Marcadau

## Monumentos

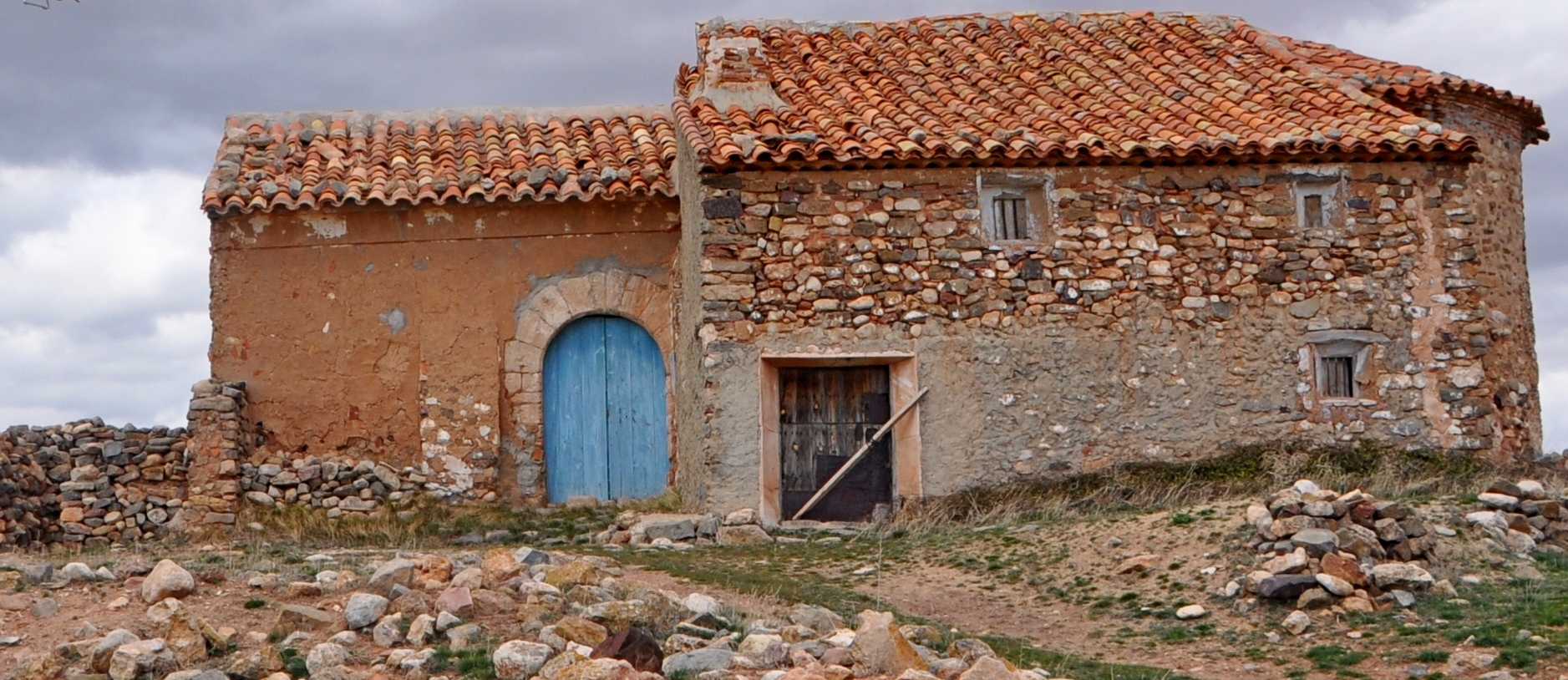
Ermita de San Miguel en la Pardina de Mercadal

- Ermita de San Miguel en la Pardina de MercadalErmita de San Miguel, románica.